# ブリー・バン・デ・カンプ
ブリー・ヴァン・デ・カンプ(Bree Van de Kamp)は、アメリカ合衆国のABC『デスパレートな妻たち』に登場する架空の人物。このドラマの主人公の1人。演じるのはマーシャ・クロス。日本語版吹替えは渡辺美佐。

## 人物

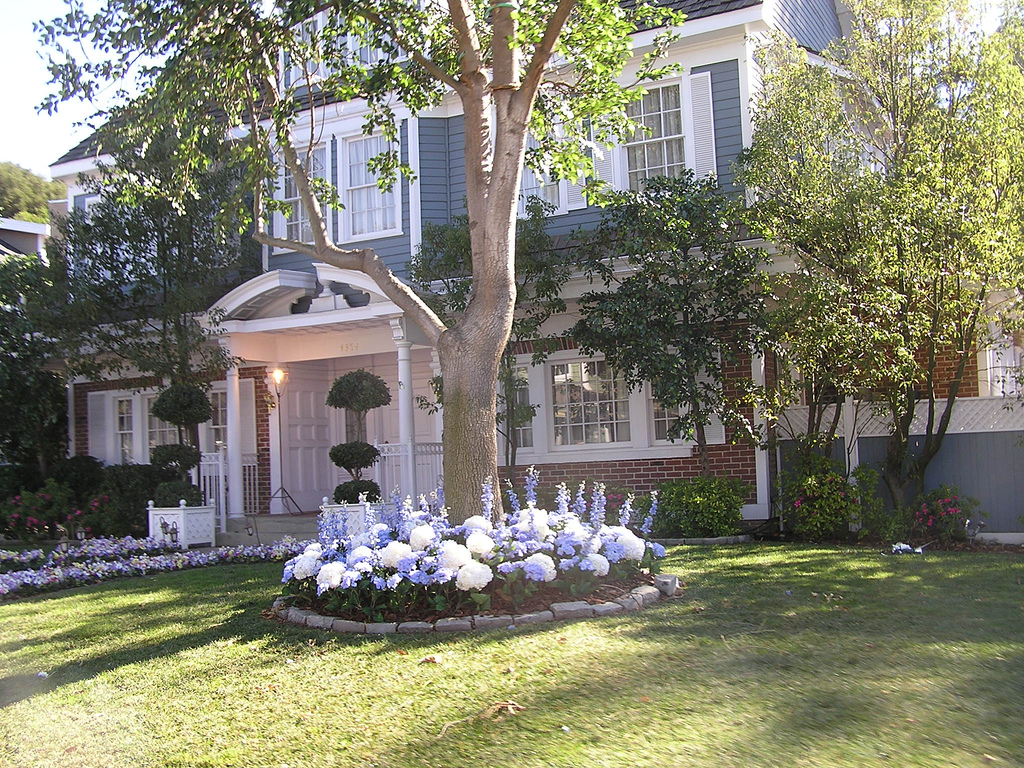
自宅（1993年から居住）

ウィステリア通り4354番地在住。旧姓はメイソン（Bree Mason）。オーソンとの再婚で現在はブリー・ホッジ（Bree Van de Kamp Hodge）と名乗っている。保守本流の共和党員で、全米ライフル協会に所属し4丁の銃を所有する。敬虔なクリスチャンで信仰心は深く、長老派教会に通い、キリスト教保守派に近い倫理観を抱いている。また愛国主義を仰ぎロナルド・レーガンの肖像写真を自宅に飾っている。主婦業ではマーサ・スチュワートばりの家事能力を発揮し、友人たちに一目置かれている。完璧主義者で、自分の価値観を過信するあまり、それを家族にも押しつけて反発を買ってしまう。育ちがよく淑女の振る舞いを身につけているが、世間知らずな面もある。フェアビューの上流社交界の一員で、パーティーを開くのが好き。再婚したオーソンとは互いの潔癖で完璧主義な性格に共感しており、またリバタリアンのオーソンとのセックスで、初めてオーガズムを経験した。

## 概要

### 生い立ち
1962年、米ロードアイランド州にブリー・メイソン（Bree Mason）として生まれる。10歳のとき、母親から「マスキング（Masking、仮面）」について教わる。これによりブリーは感情を隠すことを学び男性に傷つけられることを自ら防いだ。その直後の1972年のクリスマスに、母親が自動車事故に遭い病院で死亡する。事故発生時、ブリーは自宅におり道路に飛び散った母親の血をきれいに掃除した。その後彼女は安堵した。母親の没後、彼女の父親はエレノアと再婚しする。ブリーは継母から尊敬を集めなければならなかったので、とても一生懸命働いた。エレノアは継娘に、彼女はとても幸運で、美しさ、機知、狡猾さ、洞察力を持っていたと言った。すべての女性が世界で生き残るために必要な武器です。彼女のお父さんは娘の面倒を見て、彼女を古典的な女性に育てようとした。
シカゴ近郊のレイク・フォレスト大学に入学し、ボーイフレンドのタイ・グラントと婚約したが、レックス・ヴァン・デ・カンプに出会い、2人は大学時代に恋に落ちた。ブリーとレックスは1987年に結婚しました。ブリーは　1988年に息子のアンドリューと1989年に娘のダニエルを出産しました。家族は1994年にフェアビューの4354ウィステリアレーンに引っ越しました。アンドリューがヤングスの裏庭からセラミックカエルを盗んだ後、彼女は地元の隣人や友人であるメアリーアリスヤングとスーザンメイヤーに悪い第一印象を与えました。ブリー、スーザン、メアリーアリスは親友になります。 1998年にリネット・スカーボがグループに加わった。 5年後、ガブリエルソリスの短くて難しい第一印象の後、4人の女性全員が元モデルを友人として受け入れた。

### シーズン1
突然レックスから離婚を切り出され、結婚カウンセリングに通うことで解決しようとするが、夫の言い分に納得できない。夫婦関係はこじれる一方で、ついにレックスが別居しモーテルに移る。夫が自分に抱く不満は性的なものだと直感するが、打ち明けて貰えない。夫が離婚する方向で話を進めようとし、子供達も平然とそれを受け入れる様を見て、家族の絆の脆さを痛感する。しかしアンドリューが轢き逃げ事故を起こしたことで、レックスは家に戻り、皮肉な形で家族は元通りになる。ブリーは一計を案じて息子の犯罪をもみ消すが、アンドリューが自分のしたことに全く罪悪感を覚えないことに道義的な怒りを覚え、罰として息子のマリファナ所持を学校に密告する。
レックスの不倫を悟るが、その相手は社交仲間の一人で、密かに自宅売春をしているメイシーだった。彼女から「まだレックスは貴女を愛している」と聞いたブリーは怒りと屈辱から離婚を決意。ところが父親の不倫を知らない子供達の手前、メイシーの家で心臓発作を起こし病院に運ばれたレックスを、引き取って看病せざるを得なくなる。夫への復讐のため、手始めに掛り付けの薬局に務めるジョージとデートを始めるが、銃の試し撃ちの最中にジョージに迫られたため、驚いて彼の足を撃ってしまう。ブリーはジョージには気持がないことを伝え、夫を愛していると告白する。ジョージは表向き許すが、密かに彼女への執着心とレックスへの嫉妬心を育て、レックスの治療薬をすり替え始める。レックスへの愛情を否定出来ないブリーは、夫とやり直す決心を固める。レックスが隠す性的な悩みがマゾヒズムだと打ち明けさせ、動揺しながらも彼を満たすためにSMを夫婦生活に採り入れる。
一方、子供達が家庭に新たな問題を持ち込む。ダニエルがジョンに純潔を捧げるつもりなのを知り、ジョンに頼んで娘を手ひどく振らせる。また非行や母への反抗を重ねるアンドリューを、不良更生キャンプに送らざるを得なくなる。ところがアンドリューはゲイだと告白。激しく動揺したブリーは息子を家へ連れ戻し「矯正」を試みるが、その過剰反応が息子との間に禍根を残してしまう。
ジョージとの友達付き合いを再開するが、やがて夫の指摘する通りジョージがまだ自分を慕っていると気付き、交際を断つ。ジョージは家人不在のヴァン・デ・カンプ邸に侵入し、体の弱ったレックスの薬を（証拠隠滅のため）元に戻すが、ついでに入った夫妻の寝室でレックスのSM嗜好に気付く。ブリーはジョージから、夫が夫婦でのSMプレイを同僚に吹聴していると（嘘を）聞かされ、衝撃を受ける。このことで夫と口論になり、レックスが二度目の発作を起こし入院。病室でこれまでのことを水に流し、手術を待つ夫との絆を確かめ合う。しかし手術の前日、病院から家にレックス死去の報が入る。あふれる悲しみを抑え切れず、一人涙を流すブリーの姿がそこにあった。

### シーズン2
レックスの葬儀に呼んだ姑フィリスが、ブリーとジョージとの関係を不倫と誤解して警察や保険会社に密告、ブリーは夫殺しを疑われるはめになる。レックスの遺体が掘り起こされ解剖に回されたと知ったブリーは、疑いを晴らすべくポリグラフを受けるが、その質疑応答でジョージへの自分の隠れた気持ちに気付く。またレックスの遺体を引き取った際、刑事に夫が自分に毒殺されたと思っていたと聞き、激怒。夫の棺を墓とは別の場所に埋め、友人たちの前で結婚指輪を投げ捨てる。さらにレックスを忘れようとジョージとの本格的な交際を始めるが、夫への貞操観念を払拭出来ずに悩む。やがてジョージの不意のプロポーズを許諾してしまうが、ジョージを深く愛してはいない自分に気付く。婚約後ジョージはブリーへの異様な執着心を露わにし、恐ろしくなったブリーは婚約を破棄するが、ジョージは執拗に復縁を迫る。
そんな中、怪我をしたゴールドファインの見舞いに出向いたブリーは、彼がジョージに襲われたと悟り、警察に通報する。その夜、街のホテルの慈善晩餐会に出席していたブリーは、階上の一室にジョージが隠れていることを知り、直後に警察から夫を殺害したのはジョージだという証拠が見つかったと電話で聞いて、愕然としながらもジョージの部屋へ向かう。ジョージは睡眠薬を大量服用して狂言自殺を試み、ブリーに彼を救わせようとしていた。真実を話すよう求めるブリーに、レックス殺害は「君が望んだ」ことだとジョージは返答する。激昂したブリーは、救急車を呼んだとジョージに信じ込ませ、そのまま死に至らせて部屋を後にする。
ジョージによるレックス毒殺が表沙汰となり、その原因が母親をめぐる嫉妬と知ったアンドリューの激しい反発に直面するブリー。ストレスから深酒に走るようになり、失態が目立ち始める。やがて口論でアンドリューをぶったために、これを虐待にこじつけたアンドリューが独立を求めて訴訟を起こし、窮地に立たされたブリーは、アルコール使用障害患者として断酒会に通い始める。ブリーはそこで断酒会の世話役ピーターと知り合い好意を寄せるが、彼がセックス依存症を患っているために交際はプラトニックな形になる。アンドリューとの訴訟問題をなんとか優位に切り抜けたブリーだったが、ピーターの依存症を知ったアンドリューは母への復讐心からピーターと関係を持つ。息子との確執に疲れ果てたブリーは、「もう一緒には暮らせない」とアンドリューを遠方の山の中に置き去りにしてしまう。
さらに娘ダニエルが精神的に不安定な母との生活に息を詰まらせ、恋人マシューと共に家出。家族を失い途方に暮れたブリーは、茫然自失のまま精神病院に自ら入院する。しかしマシューの母親ベティから、マシューが殺人犯だとわかったと聞かされ、娘を助けようと退院を許可しない病院を強硬手段で脱出する。ダニエルとマシューが生活資金を補充するために戻っており、ダニエルが引き止めようとしたブリーは、マシューに銃口を向けられる。間一髪でマシューはベティの呼んだ警察に射殺され、ブリーは娘を守り切ることに成功した。数日後、病院での脱出劇に居合わせた歯科医オーソンの訪問を受け、ブリーの新たなロマンスが始まる。

### シーズン3
半年後、ブリーはオーソンのプロポーズを受けて婚約。しかし婚約披露パーティーに現れたキャロリンに、オーソンには失踪中の先妻アルマを殺した疑いがあると聞かされる。不安をかき消すため結婚を急ぐが、スーザン達からオーソンの殺人容疑にかなり信憑性があると聞き、思わず結婚式の最中にオーソンに先妻を殺したか尋ねてしまう。その後もオーソンを人殺し扱いするキャロリンに腹を立て、仕返しにキャロリンの夫と死亡したモニークとの不倫を教えたところ、キャロリンの立てこもり事件を招くことになる。
ブリーはオーソンの母グロリアが近くの老人ホームにいると聞いて彼女を訪ね、そこでオーソンとグロリアが深い確執を抱えていると知る。オーソンの反対を押し切って姑グロリアを家に迎えるが、当の姑から、オーソンもまた先妻アルマを裏切りモニークと不倫していたことを教えられる。オーソンの周囲の女性が次々に殺されたり、失踪しているため、不安になったブリーはオーソンを追い出す。モニーク殺害容疑でマイクが逮捕された後、オーソンに不倫の事情を聞いて和解し、反対にグロリアを追い出す。ついに失踪中のアルマが現れ、オーソンの先妻殺害の容疑は晴れるが、グロリアと結託するアルマが向かいの家に引っ越し、ブリーは不安を隠せない。ブリーはアルマの家からモニークの歯を見つけ、さらにアルマはオーソンをレイプ、ブリーの怒りと不安は最高潮に達する。ついにオーソンは母をかばって隠している、モニークの死に関わる秘密の全容を明かす。またブリーはグロリアがオーソンとアルマとの復縁を画策し、自分を除こうとしていると知る。
ブリーの命を狙うグロリアは、彼女を罠にかけ転落事故に遭わせる。さらに退院して家で療養していたブリーが一人きりになると、自殺に見せかけてブリーを殺そうとする。危険を察知したアンドリューが帰宅するが、グロリアに襲われて失神する。だがオーソンもまた妻の身の危険に気づき、すんでのところでグロリアの手からブリーを救出。その直後のグロリアの脳梗塞とアルマの事故死で、ホッジ夫妻の危難は去る。
子供達の問題にも悩みが尽きない。ブリーはアンドリューがホームレスになっていると知り、バミューダ諸島へのハネムーンを中断してアンドリューのいる貧民街にむかう。息子に冷たく追い返され、落ち込むブリーを見たオーソンが説得に赴き、結局アンドリューは家に戻ってくる。しかし今度はダニエルが高校の歴史教師ファラティと付き合っていることが明らかになり、ブリーは娘の烈しい反抗を受けつつも、なんとか二人を別れさせる。しかしその後ダニエルはイーディの甥であり、親友ジュリーのボーイフレンドであるオースティンとも関係を持ち、遂にオースティンの子供を妊娠してしまう。オーソンの事件が落着した直後、スイスへのハネムーンを控えて実家に滞在していたブリーは、オーソンからダニエルの妊娠を聞かされる。このスキャンダルを隠すため娘の子供をホッジ夫妻の子として育てると決心したブリーは、ダニエルを女子修道院に幽閉し、出産まで身を隠すよう命じる。数ヵ月後、ウィステリア通りに戻ってきたブリーは、妊娠を装って友人たちの前に現れる。

### シーズン4
妊娠を装って友人たちの前に現れたブリーは、モールで知り合いにお腹を触られそうになったり、バーベキューフォークがお腹に刺さったりと、たびたび際どい場面に出くわす。オーソンはばれるのは時間の問題であり、ここで辞めておいたほうがいいとブリーを説得するが、過去に自分の責任で子どもたちに良い子ども時代を送らせてやれなかった、もう一度子育てのチャンスが欲しいというブリーの思いを知り、偽装への協力を継続することを決意する。
ある日、アンドリューがスクーターを貰えなかった腹いせに、スーザンたちを招いてシャワーパーティを開き、ブリーを困らせる。さらにはレックスの母、フィリスも招かれており、驚いたブリーは追い返そうとするが、その際に偽装妊娠がばれてしまう。フィリスは全員の前で公言しようとするが踏みとどまり、おとなしくブリーの元を去った。しかしその後、ダニエルを修道院から連れ出し、自宅に置こうとする。ダニエルもここで子どもを産んで育てると言って動かなかったが、それは母性からではなく、修道院やブリーの元よりも自由であるという理由からだった。それを察知したブリーはマイアミへの大学進学とコンバーチブルをちらつかせてダニエルを自分の元へと帰るように仕向け、事なきを得る。そしてフィリスにもたまには生まれた子の顔を見に来てくれれば歓迎すると言い、和解する。
自宅に戻ったダニエルは部屋に閉じ込められ、退屈な日々を送る。そんなとき、ボブとリーがハロウィンパーティを開催するといい、ダニエルは行きたがったが、ブリーに当然のごとく制止させられる。しかしブリーたちがパーティへ行っている隙をついて、自分もかつてのブリーの格好に変装してパーティへ出席する。それを見つけたブリーは急いで連れ帰ろうとしたが、ダニエルはその場で破水してしまい、急遽自宅で出産することになる。その時パーティに招待されていたアダムも一緒に連れ帰り、固く口止めをして赤ん坊を取り上げてもらう。その後、子どもに興味も示さなかったダニエルが、涙ながらにして我が子に別れを告げたのを見て、ブリーはいずれダニエルに母性が目覚めるのではと心配する。そしてダニエルは約束されていた大学へと向かった。

### シーズン5
自分の料理本を出版し、ケータリングビジネスを成功しているところから始まる。オーソンはマイクをひき逃げしたために逮捕され刑務所に収監されるが、その後和解する。ブリーはオーソンの出所を待っている間、ダニエルが帰省し息子のベンジャミンを連れて行きブリー完全に1人になった。荒廃したブリーはアルコール依存症に再発したが、キャサリンの援助もあり克服する。
ブリーは彼女のキャリアを最優先したため、時には友人を遠ざけ、オーソンの関係にも亀裂を生むこととなる。それに報いるためオーソンは盗みを始める。それは彼が失礼だと感じた人々を罰するため、またブリーを傷つけるためであった。オーソンは盗みをやめると誓うが、ブリーは彼が老婆に強盗を働き怪我をさせたことを知る（イーディ・ブリットの死に繋がる）。またオーソンが老婆は認知症であると周囲の人に吹聴しているのを見て彼を見限る。その後、離婚弁護士としてカール・メイヤーを雇う。カールはブリーに自身の貴重で高価なものを保管ユニットに隠し、離婚手続きでそれらを没収されないよう自作自演の強盗事件を明かすよう彼女に説得する。しかし、オーソンはブリーの計画を密かに知り一緒にいない限り保険金詐欺のために彼女を刑務所に送ると脅迫する。ブリーは結局それに従うが、カールと情熱的なキスを交わす。

### シーズン6
最初のエピソードでは、ブリーは結婚が緊張しているにもかかわらず、カールと一緒に寝ることを望んでいません。しかし、オーソンは彼らの関係を救うことを決意し、幸福のために罪悪感が時々必要であるとコメントし、彼女が彼と一緒にいるように恐喝の使用を擁護します。ブリーはこのモットーを自分のものとしてとらえ、カールとの関係を完成させます。
ジュリーが襲われて入院したとき、ブリーはスーザンがカールと付き合った友人とはもう話さないだろうと聞いてスーザンの友情を失うのではないかと心配している。しかし、カールのもろさはブリーに彼女が必要だと確信させ、彼女は彼のために落ち始め、彼らが同じイベントに出席し、カールが別の女性を連れてきたときに彼女の気持ちを認めました。これは彼女のビジネスから気をそらし、イベントが台無しになったときのキャサリンの不安定さの程度に気付くだけです。ブリーは彼女を解雇し、新しい隣人であるアンジー・ボーレンと知り合った後、代わりに彼女を雇います。一方、カールのロマンチックなジェスチャーは、彼らの事件を隠すのを難しくします。疑わしい、オーソンはアンジーにブリーをスパイさせます。彼女はその試みを発見しますが、ブリーと対峙します。ブリーは、オーソンとは知的に、カールとは性的につながっていると説明し、彼の約束は変わるにもかかわらず、彼らの関係は物理的なものになるのではないかと心配しています。
ブリーの恐れは、スーザンが彼女とカールについても知ったときに実現します。彼らは戦うが、彼女の最初の不幸にもかかわらず、スーザンは最終的に彼らに彼女の祝福を与える。オーソンから逃れるために、カールはブリーが彼を脅迫することを提案し、彼女は彼が仮釈放を破った証拠を持っていることを示し、離婚を要求する。唖然とした、オーソンはブリーに詐欺のために彼女を刑務所に送らないと言い、荷造りに行きますが、カールとの彼女の関係を発見します。彼らは戦い、ブリーは介入を試みますが、飛行機がウィステリア通りに墜落すると、カールは殺され、オーソンは麻痺します。罪悪感を感じて、ブリーはオーソンが彼の世話をすることができるように家に帰ると主張します、しかし彼は彼女の不貞にうんざりして、利用します。マナーと個人の衛生状態の欠如に腹を立てたブリーは、彼を怒らせますが、彼が今の生活にどれほど怒っているかを説明すると止まります。ブリーは助けたいと思って、2人の障害者を訪ねさせますが、オーソンは彼女に自分を殺すように頼み、誰も彼を愛していないので死にたいと言いました。ブリーは尋ねられたとき、言葉を言うことはできませんが、オーソンがそのような情熱を持った老夫婦のパーティーで溺れようとしているのを見ると、ブリーは彼女がまだオーソンと一緒に仕事をしたいと思っていることに気付きます。彼女は、彼女がどれだけ気にかけていて、かつて持っていたものを取り戻したいと彼に話すことによって彼を止め、彼らは和解します。
サム・アレンという若い男がブリーを訪れ、新しい助手として自分自身を提供します。サムのスキルに感銘を受けたブリーは、アンドリューの怒りに、彼を副大統領に昇進させました。サムの家を訪問している間、ブリーはレックスとサムの写真を見て唖然とします。サムはレックスが彼の父親であり、レックスが彼よりも彼らを選んだ理由を疑問に思ってブリーの家族を何年も見ていたことを認め、母親の死後、ブリーに会いに来ました。これにショックを受けたブリーは、サムを彼女の人生に迎え入れましたが、サムが下心を持っていると疑っているアンドリューと対立していることに気づきました。サムはブリーにアンドリューを解雇させる計画を立てていますが、彼女とアンドリューが愛憎関係にあることを明らかにした後、アンドリューが戻ってくる可能性があります。アンドリューを疑って、彼女が妨害された夕食についてオーソンに話した後、オーソンは、アンドリューはそれがよく計画されていたので責任がないと言い、ブリーはサムの本当の意図を疑った。彼女はサムの母親がまだ生きていることを発見し、サムがレックスからの手紙を見つけ、彼を完全に監護することを申し出たことを明らかにした。ブリーは彼の嘘についてサムに立ち向かい、彼は去る前に怒って花瓶を壊します。彼女はアンドリューに謝罪しますが、彼とオーソンに、彼がどのように反応するかを恐れてサムを解雇しないと言います。
シーズンフィナーレでは、ブリーはサムを解雇しようとしますが、彼はアンドリューが何年も前にカルロスの母親をどのように駆け抜けたかを知っていることを明らかにすることで報復します（酔ったダニエルは彼に言いました）。ブリーが会社の支配権を彼に引き渡さない限り、彼は警察に告げると脅した。ブリーはそうすることに同意し、サムが家族の一員になるチャンスを失ったことを気の毒に思い、誰もその男を本当に気にかけないのではないかと疑っています。アンドリューが何をしたのか知らなかったオーソンは、マイクのひき逃げのために刑務所に行くよう要求したが、アンドリューの犯罪を隠したという偽善についてブリーを呼びかけた。彼はこれについてブリーに愕然とし、激怒し、引っ越しを発表します。ブリーはアンドリューに、オーソンが正しかったことを知っており、ガブリエルに告白しようとしていると語った。

### シーズン7
ブリーは、カルロスの母親であるママソリス（ルーペオンティベロス）の死を隠蔽することを告白します。ガブリエルは夫に言わないことを選びます。彼女の元夫が別れたわずか1週間後に新しいガールフレンドを持っていることを発見した後、ブリーは彼女の家の1階を改装することに決め、キースワトソン（ブライアンオースティングリーン）を雇いましたが、彼に惹かれました。車から彼を見ている間、彼女は逆転する前に彼女の後ろにフアニータソリス（マディソンデラガルザ）を見ていません。そして、フアニータは病院に入院することになります。キースにガールフレンドがいることを知ったとき、彼女はレネ・ペリーとクラブに行くことに同意しました。彼女はキースが彼のガールフレンドと別れたことを知ります、しかし彼は代わりにレニーと一緒に家に帰ります。ブリーは彼らの夜を妨害し、最終的にキースに日付を尋ねます。これにより、ブリーとレニーのキースをめぐる戦いが始まります。
後にブリーはキースの父であるリチャード・ワトソンに、彼女はついに離婚したとだけ言った。これを知って、ブリーに感情を抱いていたリチャードは、代わりにブリーを持つことができるように、ブリーとキースの関係を破壊するための動きをしようとします。キースはブリーにプロポーズしようとし、2回目の失敗の後、キースはブリーとの関係に疑問を呈し始めます。リチャードは、ブリーがオーソンとの離婚後、彼女の実際の感情からの転換として彼を使用している可能性があることを警告することによって、キースの心を操作します。その結果、キースはブリーを避け始めます。リチャードはそれから突然ブリーにキスし、彼が去った後、ブリーはキースに父親が彼らを引き裂こうとしたことについてすべてを話します。その後、キースはこれについてリチャードと対峙し、彼と争いましたが、ポール・ヤングがウィステリア通りに元受刑者のためにハーフウェイハウスを開く計画に反対している暴動者が2つの戦いを見ると、彼を元受刑者と間違えました彼の入れ墨と元受刑者のような服にそしてキースを打ち負かし始めます。ブリーは空に銃を発射することで戦いを解散させ、これは暴徒と中途半端な家の支持者の間で同様に恐怖とパニックを引き起こし、これは暗殺の試みであると考えて逃げ出し、暴動は制御不能になります。
オーソンが戻ったとき、ブリーは投げられ、ガールフレンドに捨てられたと主張した。キースは、ブリーがオーソンを彼らと一緒にとどまらせようとしていることに腹を立てている。夕食の席で、オーソンはキースがブリーにとって良い選択だとは思わないことを明らかにしました。彼らには共通点がなく、オーソンは彼女をもっと理解していて、2人はお互いに食べ物を投げ合っています。ブリーはオーソンの元に会いに行きます。彼はオーソンがまだブリーに恋をしているので彼女と別れた人だったことを明らかにします。彼女は彼に立ち向かい、オーソンは彼がどのように感じているかを告白し、ブリーはキースにとって良すぎると考えています。キースはブリーがオーソンに彼らと一緒にいて欲しいと言い続けていることに腹を立て、彼女はまだオーソンに恋をしていると言った。ブリーは、肥料で覆われた芝生に彼を押し込み、自分がどれだけ変わったかを証明するために自分を汚すことで応答します。キースの古いガールフレンドの1人がやってくると、ブリーは疑わしく、女性がキースの息子を育てていることに気づきます。彼女はキースに子供たちについて言及します。キースは彼が父親の資料であるかどうか確信が持てないようです。ブリーはガールフレンドのところに行き、キースが子供を知りたくないと嘘をついた。キースは、「欲しいものを守るためには冷酷でなければならない」と言って、バラを切っていることに気づきます。ブリーは後で彼女にお金を貸すために女性に会い、彼女が息子をブリーの世話に任せると、キースはピザ屋に立ち寄ります。キースと少年が即座に絆を結ぶのを見て、ブリーは罪悪感に打ち勝ち、少年が実際には彼の息子であることをキースに告白します。キースは必死に息子と一緒にいたいと思っていますが、ブリーを離れたくありません。彼はブリーと一緒にフロリダに引っ越すという考えを提案しますが、彼女は家や友人を離れることを拒否します。翌日、ブリーは最終的な決定を下し、キースに息子のためにフロリダに行かなければならないと告げます。彼女は彼らの関係を犠牲にし、キースは去ります。
ブリーは、アンドリューが再び飲み始めたので、夫が彼を離れることを発見しました。彼女はアンドリューにリハビリをするように勧めますが、彼が母親に蹂躙することについてカルロスに話すことによって償いをすることに決めたとき、不快感を覚えます。カルロスがアンドリューをキャンプ旅行に招待するとき、ブリーとガブリエルは最悪の事態を恐れて彼らに従います。血まみれのタオルと汚れたシャベルを持ったカルロスを見て、ブリーは息子がキャビンに入る直前にアンドリューがしたことをぼんやりさせます。カルロスはこれに憤慨しているが、最終的にアンドリューを許す。しかし、ブリーが告発を迫っていないことを彼に感謝するようになると、カルロスは冷たく彼女に、ここ数年真実を隠したことを許さないだろう、そして彼らはもはや友達ではなく、彼女とギャビーはもはや友達になれないと言います。ブリーは、ギャビーがブリーとの友情を終わらせないことを彼に告げた後、ギャビーがカルロスを去るとき、ギャビーと彼女の娘を彼女の家に連れて行くことになります。ソリスがブリーに滞在している間、彼女は仮釈放されたフェリシア・ティルマンをチェックするためにウィステリア通りにいたチャック・バンス刑事（ジョナサン・ケーキ）と出会った。ワニータソリスは警察に電話し、ブリーが彼女とセリアを殺そうとしていることを伝えます（カルロスが彼女の祖母の死へのブリーの関与を伝えた後）。チャックはブリーの家での電話に応答し、カルロスはすべてを整理し、女の子が彼が彼らに言ったことを誤解したと説明します。チャックは去ってブリーに彼の番号を与え、ソリスはブリーから出てカルロスと一緒に戻った。
チャックは後でブリーに電話を受け取っていないので彼女がそれを失ったと思った後、再び彼の番号を与えるために戻ってきます。その後、ブリーはその夜彼とデートすることに同意し、ブリーがこれをレニーに伝えると、レニーはチャックの身元調査を実行し、ブリーにまだ結婚していることを明らかにします（彼は1年前に離婚を申請しましたが）。夕食時に、ブリーはチャックにこの情報を提示しますが、チャックは彼女の身元調査も行ったと彼女に報復し、ブリーの過去をより意識するようになります。気分を害したブリーは突然デートを終え、チャックが家を運転すると、チャックは通りで売春婦を捕まえ、彼女を女性センターに連れ戻します。そこでチャックは売春婦（彼女は永遠に売春婦になると信じている）に、ブリーがかつて売春婦であり、学校に行って新しい葉をめくったことを明らかにするふりをして、人生を変えることができると言います大規模なケータリング会社。チャックの誠実な言葉に感動したブリーは、チャックに2回目のチャンスを与え、2人はその後別の日に出かけることに同意します。
スーザンがウィステリア通りに戻ったことを祝う「プログレッシブディナーパーティー」の最中に、ブリーは（リネットとスーザンと一緒に）ギャビーの家に足を踏み入れ、カルロスがギャビーの継父であるアレハンドロペレスを殺害したことを発見しました。彼女はカルロスを保護するために殺人を隠蔽するという決定を先導し、こうして彼の母親のひき逃げについての秘密をそれらすべての年の間保つために彼の許しを得ました。

### シーズン8
アレハンドロの殺害を隠蔽するという彼らの合意に続いて、チャックとのブリーの関係は苦しみ始めます。彼女は、彼が自分の関与を発見することを常に妄想していることに気づき、彼の気をそらす方法としてセックスを使用します。その後、彼女はメアリーアリスが自分を撃ったときに受け取ったものとまったく同じメモを受け取ります。それから彼女はポール・ヤングの助言を求め、彼がそれを送ったのかどうか尋ねました。ブリーが彼の過去について彼をまだ判断するかもしれないという事実に腹を立てて、彼は彼女を追い出します。しかし、彼は後で彼女に電話をかけ、他の主婦に彼女のメアリー・アリスの運命を免れるように言うように促し、彼がメモについて話した唯一の他の人はマーサ・フーバーの死を調べていた警官、チャックであったことを彼女に明らかにします。最初は疑わしいが、ブリーはプロポーズしようとしたときにチャックと別れることにした。彼はそれをうまく理解しておらず、彼女は大きな間違いを犯していると彼女に言った。ダニエルは夫に捨てられて戻ってきました。ブリーは、娘がお金を稼ぐために大人のブランコを売っているのを見つけるまで、最初は協力的でした。
アレハンドロを隠した罪悪感で教会を避けたブリーは、炊き出しでベン・フォークナーを助けると確信している。通りすがりの大学生が彼女の料理を絶賛するとき、キッチンはすぐにホームレスではなく一般の人々の家になり、ブリーはそれが間違っていることに気づきます。彼女は皆に去るように言い、これがどのように恵まれない人々を助けることを意味するかについてスピーチをします。ベンは感銘を受け、ブリーに市議会にスピーチをして、ベンにフェアビューにホームレスの避難所を建てさせるよう説得しました。ブリーは最初、助けてくれてうれしくて、ベンが着手しようとしている場所が女の子たちがアレハンドロを埋めた場所だと気づいてぞっとしました。彼女、ガブリエル、リネットは体を掘り起こし、体がなくなっているのを見つけました。ベンは彼がただの漂流者であると思ってそれを以前に見つけたことがわかりました、そしてブリーはそれを静かに保つのを手伝うように彼を説得します。しかし、ブリーはすぐにチャックが疑わしいことに気づき、女の子が何をしたかを証明するための手がかりをまとめました。圧力はすぐにブリーを彼女の飲酒を壊しそして彼女自身に飲み物を注ぐように駆り立てます。
チャックはガブリエルの継父の失踪を深く掘り下げ始めます。ガブリエルはブリーに、チャックが質問のために彼らを連れてきて、ブリーがスナップして、彼女をモーテルに向かわせたと言います。彼女が到着すると、彼女は自分の部屋のテーブルに座って、ワインのボトルと銃を引き出し、メアリー・アリスの精神と話し始めます。ブリーは、「私は不幸ではない」と答えた自殺した後、彼女が幸せかどうか尋ねる。ブリーは、レニーがドアを蹴ったとき、ブリーがベンと一緒にいると誤って信じて、自殺する準備ができています。叫び、彼女を殴ると脅し、彼女に「ナンシー・レーガンのネグリジェのスカンクに過ぎない」と言った後、レニーは銃とメモに気づきます。それを読んだ後、彼女はブリーを家に持ち帰り、彼女が大丈夫であることを確認するためにそこにとどまります。レニーが友人を死なせないと言ったとき、ブリーは彼らが完全な友人ではないと指摘し、レニーを傷つけた。彼女は自分の母親がどのように自殺したかをブリーに告白し、ブリーにそれが道ではないことを見せます。ブリーは最初は幸せですが、チャックがひき逃げで殺されたと聞いたときはもっと幸せです。しかし、メールボックスを開くと、「どういたしまして」というメモが見つかりました。
レニーはブリーをバーに連れて行き、少し生きるように勧めると、ブリーは家の所有者が帰宅する前にプールに全裸水泳をしている男性と一緒に行くことになります。ブリーはすぐに一連の男性と一緒に寝る予定であり、牧師は彼女の行動について心配します。ブリーは自分が間違っていることを示すことを決意し、恋人の1人に会うベークセールにやって来ましたが、彼が結婚していることに気づきました。カレン・マクラスキーがブリーが実際にどのようなものかわからないと言ったとき、ブリーは新しい町の女としての彼女の評判を守ることにしました。ブリーはすぐにベッドホッピングをして、ちょうど2泊前に家に帰ったことを思い出せずに、バーで男性にぶつかりました。レニーがブリーをバーに連れて行くと聞いたとき、彼女の友人は介入を試み、その時点でブリーは沸点に達し、最近、友人に似ていない行動のために彼らを爆破します。バーで、彼女は男性に近づき、彼女がどこまで倒れて家に帰る準備ができているかを理解します。男は彼女を駐車場まで追いかけ、車椅子に縛られたオーソンに邪魔されるだけでブリーを襲うと脅した。彼はテーザーを使って男をノックアウトし、ブリーに友達に助けを求めたと言いました。彼らが一緒にうまくやったことが1つあるとすれば、それは「お互いの混乱を片付ける」ことでした。オーソンはすぐに、女の子たちがまだ彼女に腹を立てていること、そして週末に彼と一緒に去ることをブリーに納得させます。ブリーが知らないのは、オーソンが何ヶ月も彼女をストーカーしていて、女の子がアレハンドロの体を埋めているのを見て、彼は彼女を取り戻すための彼の歪んだ計画の一部としてブリーにメモを残した人だったということです。ブリーはオーソンのアパートを訪れているときにすぐに真実を発見し、彼が彼女のためにすべてをしたと主張しているにもかかわらず、彼女は彼とは何の関係も望んでいないと言います。オーソンは後で彼女に電話し、彼らの愛には犠牲が必要であると主張し、ブリーは彼が自分自身を殺すつもりだと信じています。代わりに、オーソンは証拠のフォルダーをフェアビュー警察に郵送します。
アンドリューがメアリーベスという女性と婚約して帰宅すると、ブリーは驚いた。彼女が相続人であることを知って、ブリーはアンドリューがちょうど彼女のお金のために彼女と結婚しているのではないかと疑っています。メアリー・ベスはブリーに、アンドリューが同性愛者であることを知っているが、恋に不運だったので彼と結婚する用意があると語った。ブリーはメアリー・ベスに彼女を本当に愛している男を見つけるように説得し、彼女はアンドリューと別れた。アンドリューはお金のチャンスを失うことに腹を立てていますが、ブリーは彼に彼女と一緒にいて、彼の足元に戻る彼女の助けを受け入れることができると言います。
その間、警察はブリーとギャビーの継父の殺害と彼の隠蔽の助けを疑うようになるので、彼らは彼女が容疑者の一人であるという証拠を得ようと慎重に踏みます。彼らは彼女にインタビューし、彼女はそれとは何の関係もないと言います。しかし、彼女がお茶を飲んでいたとき、彼女の指紋はマグカップにありました。警察が体に見つけた指紋とブリーズカップの指紋が一致している。警察はまだアレハンドロの殺害についてベンに話しに行きます。ベンはブリーの秘密を守り、警察は指紋以上の証拠なしに去ります。しかし、彼らはそこで止まりません-探偵は、アレハンドロの殺害に関するその夜のブリーからベンへの呼びかけを追跡し、それを記録します。
ブリーは身を守るためにボブハンターに法的助言を求めますが、彼は彼女に犯罪弁護士が必要だと言います。彼は彼が「サメ」と呼ぶ弁護士トリップウェストンを推薦します。ブリーは裁判にかけられるが、トリップにすべての真実を伝えず、マクラスキー夫人がアレハンドロの殺害を告白するまで刑務所に行くところだ。ブリーはすべての容疑で無罪となった。結局、ブリーはトリップと結婚し、ケンタッキー州ルイビルに移り、保守的な女性のためのクラブに参加します。その後、彼女はトリップによって市議会に立候補するように勧められ、翌11月にケンタッキー州議会に選出されました。

## トリヴィア
- ブリーは製作総指揮のマーク・チェリーの実母に基づいている。またバンデカンプ家もかれの生家に基づいて制作された。